# Mirebalais (région naturelle)
Pour les articles homonymes, voir Mirebalais.
Le Mirebalais  est une région naturelle de France située dans la région Nouvelle-Aquitaine, au nord-ouest du département de la Vienne. C'est la ville de Mirebeau qui lui a donné son nom.

## Géographie

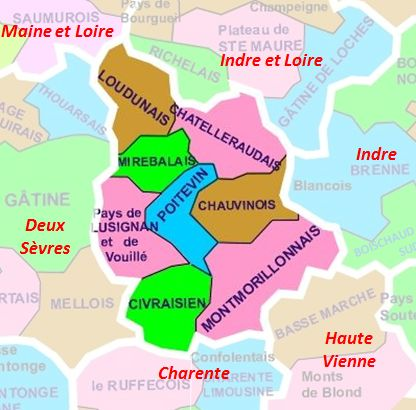
Les régions naturelles du département de la Vienne.

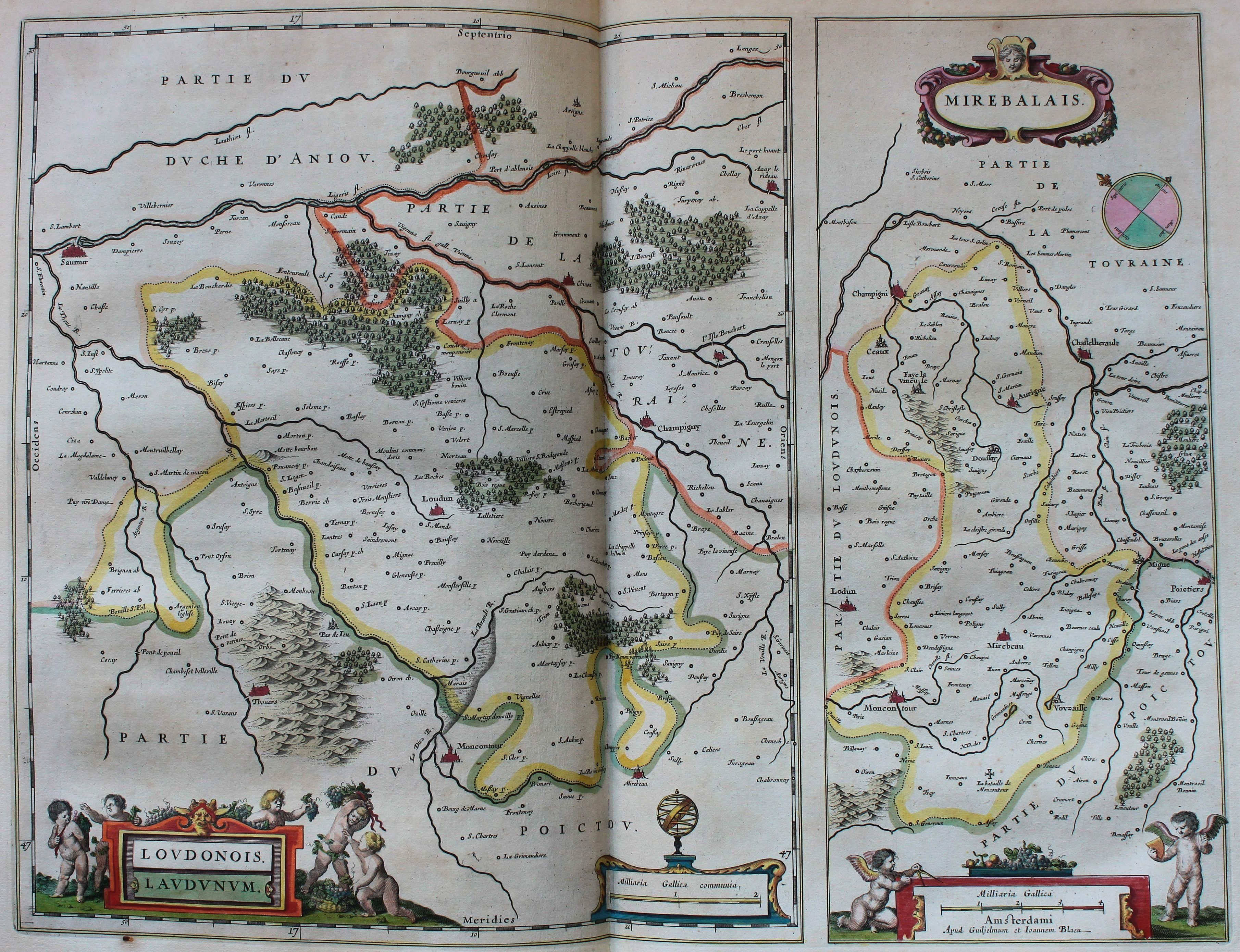
Loudunais et Mirebalais en 1659

Le pays traditionnel du Mirebalais est situé au nord-ouest du département de la Vienne. Il doit son nom à la ville de Mirebeau. Il est entouré par les régions naturelles suivantes :
- Au nord par le Loudunais.
- À l’est par la Châtelleraudais.
- Au sud par le Poitevin et le Pays de Lusignan et de Vouillé.
- À l’ouest par la Gâtine.